# Ополяни

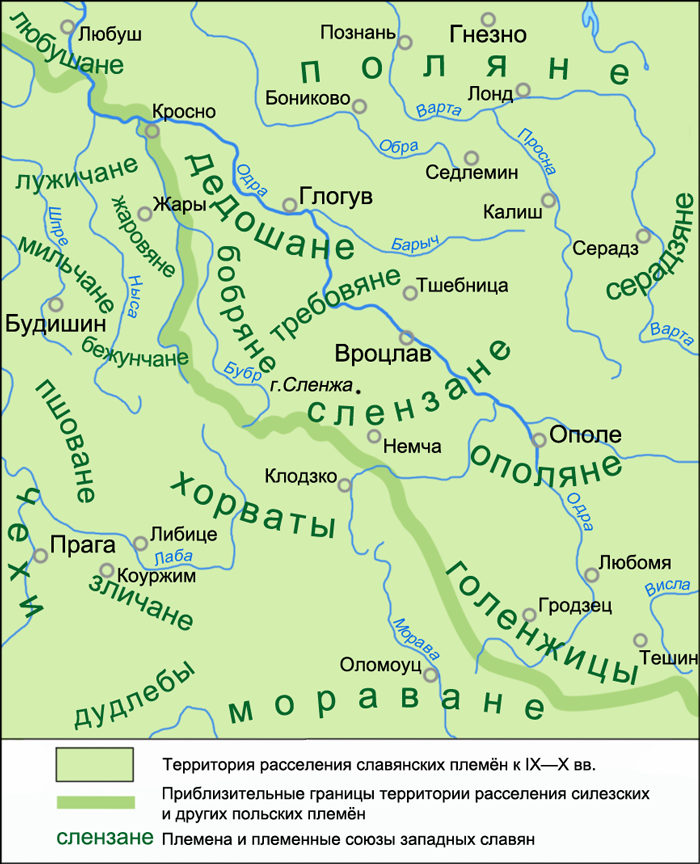
Ополяни на карті

Ополяни (лат. Opolini, пол. Opolanie; чеськ. Opolané; нім. Opolanen) — назва північно-західної етнографічної групи Опілля, західної частини Поділля. Мова їх належить до наддністрянської «опільської» говірки. Іван Зілинський визначив їх межі на заході від Жовкви та Самбора, на півдні — Стрия й Калуша, на сході — до р. Серету.

## Історія
В історичних джерелах етнонім зустрічається як польське західнослов'янське плем'я згадуване ще у X—XI ст. (див. «Польські племена»). Котрі мешкали у верхів'ї р. Одеру, а головною фортецею було м. Ополе. Назва племені ополян походить від слов'янського слова «ополе», що означало одну з форм правління в городищі для збору податків. «Ополе» складалося з 10 осіб — старійшин племені, які управляли фортецею. Від назви племені ополян походить і місто — Ополе. Що дає підстави стверджувати про первинність назви ополян перед іменуванням теренів їх розселення на Опіллі.
В стародавньому творі «Баварський географ» згадується, що вони володіли 20 містами у Верхній Сілезії (Ополе, Тошек та ін.) і були одним з семи племен, котрі жили в Сілезії (сілезькі племена). Решта шість з ополянами були: дядошани, голенсичі, слєнзани, требовяни, бобряни і лупігляни (Lupiglaa). Були завойовані Великою Моравією в 875 р., ймовірно були «включені» в пржемисловичську Чехію в першій половині X ст.. У 990 р. територія ополян так само була «включена» в першу польську державу Королівство Польське.,що могло спричинити міграцію ополян, адже в Польщі самоназва населення ополян зникла, а в Україні з'явилася та досі існує.
Враховуючи сучасні дані про етногенез та міграції слов'ян, також може бути і те, що частина ополян у час розселення слов'ян празької культури вийшла із сучасного Опілля та разом із частинами хорватів, дулібів та інших племен попрямували на захід. Принаймні, поширення культури типу Прага-Корчак із теренів сучасної України на захід простежується археологічно та наразі є визнаним фактом.